# Morris Motor Company

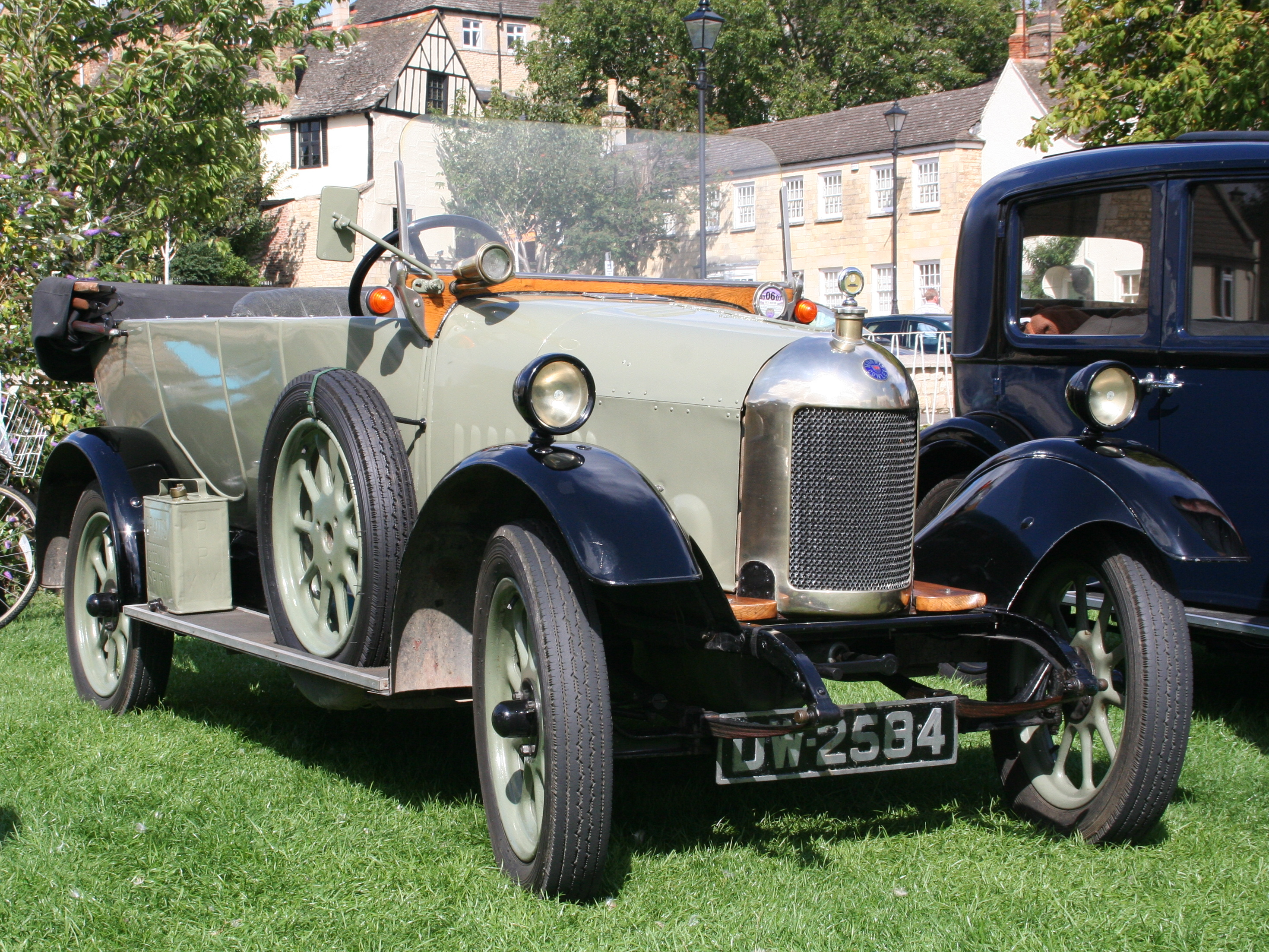
Morris Oxford Bullnose

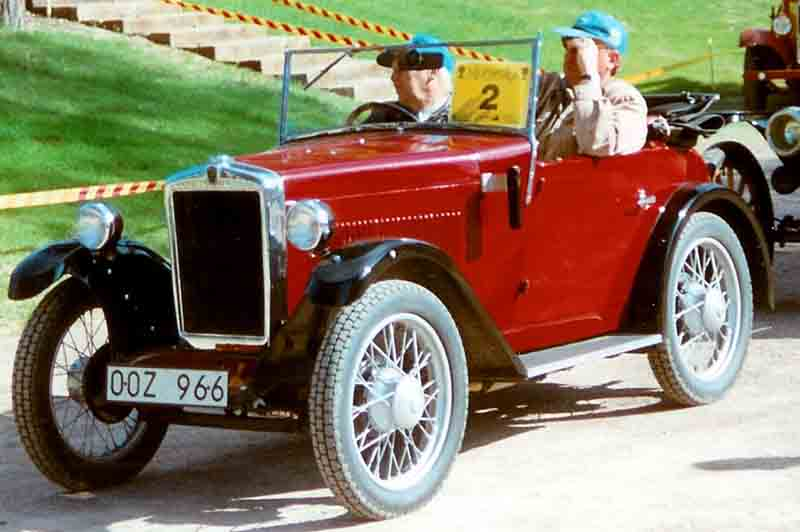
Morris Minor 2-Seater 1932

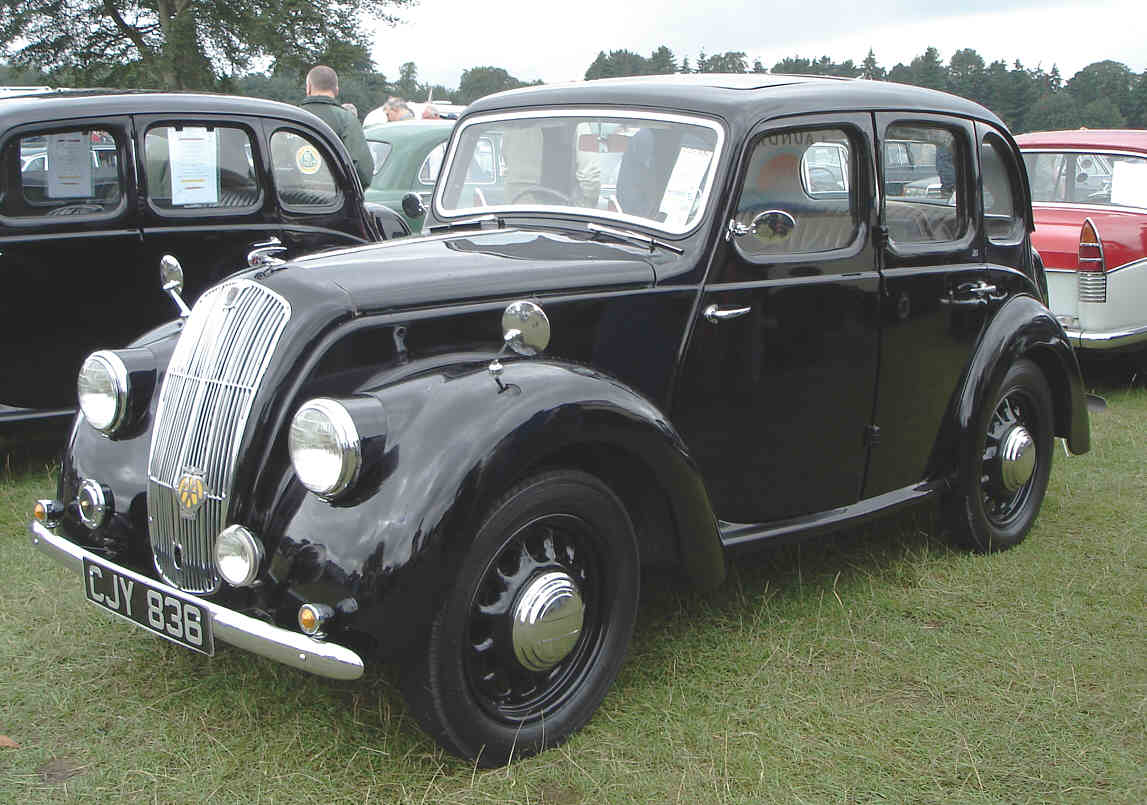
Morris 8 hp Series E

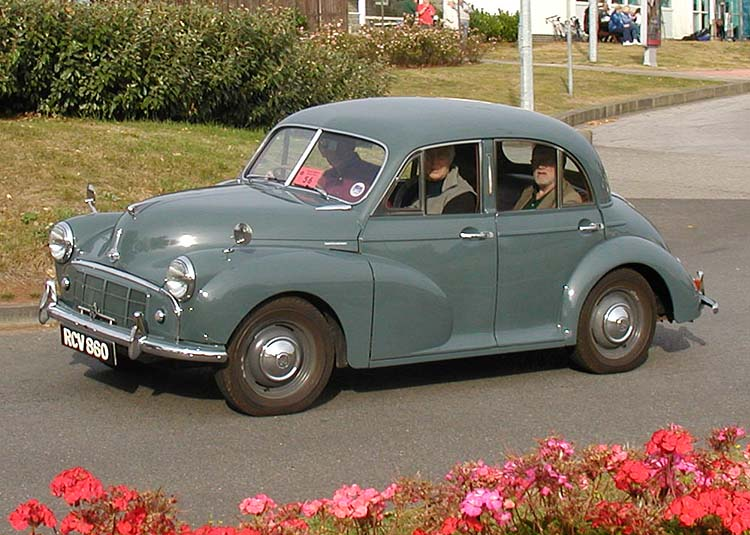
Morris Minor Series 2

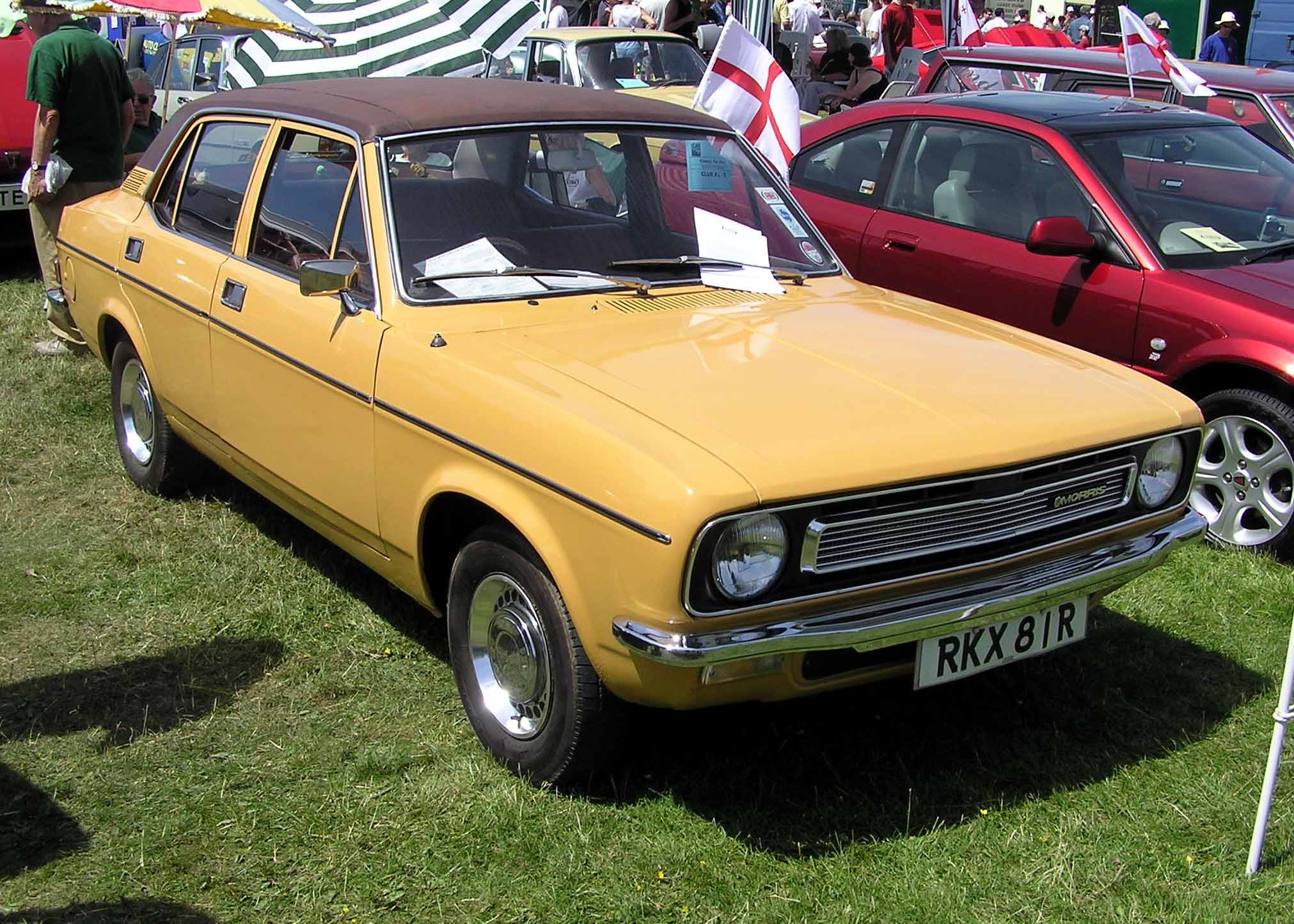
Morris Marina

Morris Motor Company, Morris var en brittisk biltillverkare som verkade mellan 1913 och 1984

## Historia

### 1913–1939
William Richard Morris hade först sålt cyklar och sedan bilar i Oxford i sitt företag Morris Garages, innan han började tillverka bilar under eget namn 1913. Tillverkningen startade i Cowley, strax utanför Oxford. Morris var inspirerad av Henry Ford och till skillnad från de flesta andra brittiska tillverkare köpte han in delarna till sin Oxford-modell från utomstående underleverantörer. På så sätt kunde man pressa priserna och Morris var snart Storbritanniens största biltillverkare. Morris modeller vidareutvecklades under tjugotalet och sedan W R Morris köpt Wolseley 1927 började bilarna använda Wolseleys avancerade toppventilsmotorer med överliggande kamaxel. För att konkurrera med Austin Seven introducerades Minor-modellen. Den blev ingen framgång, men låg till grund för MG Midget. I början av trettiotalet övertog Austin förstaplatsen i försäljningsstatistiken. Leonard Lord, Morris nye chef, såg till att utöka modellprogrammet för att kunna möta konkurrensen och såg till att ägandet av MG och Wolseley övergick från W R Morris som privatperson och samlades i Nuffield Organisation. Lord lämnade Morris 1936 för huvudkonkurrenten Austin efter en kontrovers med W R Morris.

### 1940–1967
Efter andra världskriget presenterade Morris flera nya modeller konstruerade av Alec Issigonis, bland annat Morris Minor och företaget återtog positionen som Storbritanniens största tillverkare. Men efter den kraftansträngningen gick luften ur företaget och när man 1952 gick samman med forna huvudkonkurrenten Austin i British Motor Corporation var det Austin som snabbt tog över ledningen. I samband med den rationalisering av modellprogrammen som följde, raderades skillnaden mellan de två märkena snart ut och Morris bilar blev rena kopior av motsvarande Austin-vagnar.

### 1968–1984
Sedan British Leyland Motor Corporation bildats 1968 blev forna BMC till Austin-Morris Division. Man beslutade att Morris-namnet bara skulle användas på bakhjulsdrivna bilar och från 1971 återstod endast Morris Marina på programmet. Den efterträddes av den ansiktslyftna Ital, och när denna i sin tur ersattes av Austin Montego 1984, gick märket Morris i graven.

## Några Morris-modeller
- 1913 Morris Oxford
- 1915 Morris Cowley
- 1928 Morris Minor
- 1933 Morris 10 hp
- 1935 Morris 8 hp
- 1948 Morris Minor
- 1948 Morris Oxford MO
- 1948 Morris Six MS
- 1954 Morris Cowley / Morris Oxford
- 1955 Morris Isis
- 1959 Morris Mini Minor
- 1962 Morris 1100
- 1966 Morris 1800
- 1971 Morris Marina
- 1980 Morris Ital